# フォス＝シュル＝メール
フォス＝シュル＝メール(Fos-sur-Mer、プロヴァンサル語:Fòs de Mar)は、フランスのプロヴァンス＝アルプ＝コート・ダジュール地域圏ブーシュ＝デュ＝ローヌ県イストル郡南イストル小郡の都市（コミューン）。

## 地理
この市はマルセイユの北西約50kmのところにあり、ベール湖西岸とローヌ川にはさまれる形で存在している。地中海に面しているため、6kmにわたる浜辺を有している。

## 産業
かつてこの市は塩田に支えられていたが、ある時期以降の市の経済の基盤は、港湾部の巨大コンビナートを含む工業におかれるようになっている。この市はまた、地中海に面していることから多くの国との交流にも適しており、さらには高速道路によってフランス国内の大都市はもとよりスペイン、イタリアなどとも結びついている。さらにはローヌ川に近いという利点も享受している。こうした諸点は、この市に工業をひきつける要因ともなっている。

## 人口統計
| 1962年 | 1968年 | 1975年 | 1982年 | 1990年 | 1999年 | 2006年 | 2015年 |
| ------ | ------ | ------ | ------ | ------ | ------ | ------ | ------ |
| 2898   | 2869   | 6709   | 9031   | 11605  | 13925  | 15734  | 15831  |

参照元:1962年から1999年までは複数コミューンに住所登録をする者の重複分を除いたもの。それ以降は当該コミューンの人口統計によるもの。1999年までEHESS/Cassini、2006年以降INSEE

## 歴史的建造物
市内の救世主教会（Eglise Saint Sauveur à Fos-sur-Mer）が歴史的建造物に指定されている。

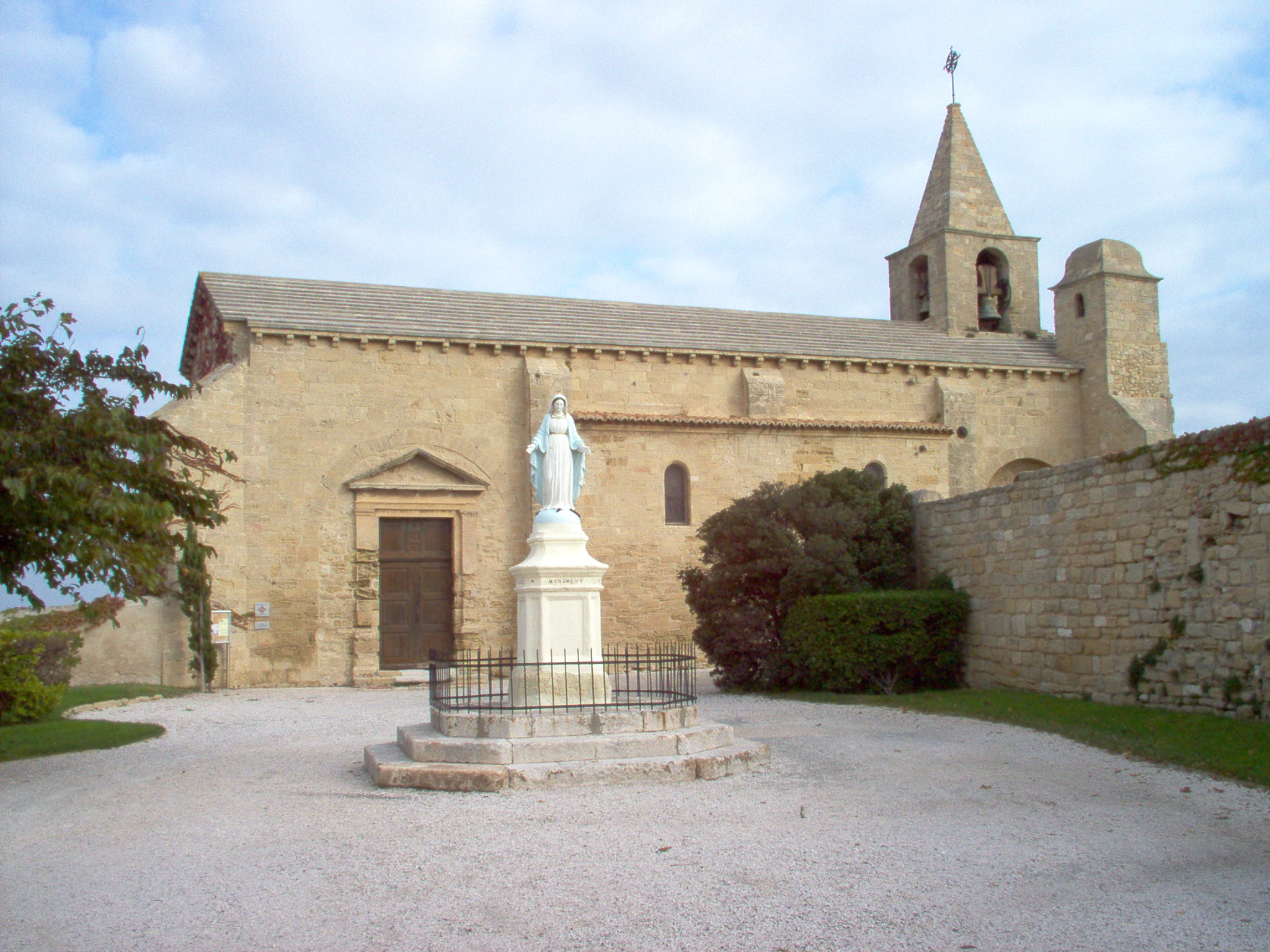
救世主教会

## 参照
1. ↑  http://cassini.ehess.fr/cassini/fr/html/fiche.php?select_resultat=14545
2. ↑  https://www.insee.fr/fr/statistiques/3293086?geo=COM-13039
3. ↑  http://www.insee.fr